# Теппеев, Алим Магомедович
Алим Магомедович (Магометович) Теппеев (карач.-балк. Тёппеланы Магомедни жашы Алим; 18 июля 1937, Кёнделен, Кабардино-Балкарская АССР — 22 марта 2010) — балкарский писатель, драматург, литературовед, народный писатель Кабардино-Балкарской Республики.

## Биография
Родился в 1937 году в селении Кёнделен Баксанского района Кабардино-Балкарии.
В 1963 году окончил Литературный институт имени А. М. Горького. После окончания института работал в Нальчике собственным корреспондентом газеты «Коммунизмге жол», с марта 1967 года — младшим научным сотрудником КБНИИ.
В 1974 г. заочно окончил аспирантуру и защитил диссертацию на соискание учёной степени кандидата филологических наук в Московском педагогическом институте на тему «Зарождение и становление балкарской прозы».
В 1971 году принят в Союз писателей СССР.
С 1982 года — секретарь Правления Союза писателей Кабардино-Балкарской АССР, сопредседатель Правления Союза писателей Кабардино-Балкарской Республики.
Алима Теппеева не стало 22 марта 2010. Похоронен на мусульманском кладбище с. Белая Речка в пригороде Нальчика.

## Творчество
Алим Теппеев является одним из наиболее значимых литературных и культурных деятелей не только в родной Кабардино-Балкарии, но и на всём постсоветском литературном пространстве. Алим Теппеев начинал свой путь в литературе как поэт, автор лирических стихотворений. С середины 60-х гг. в творчестве Теппеева главенствует проза.
Основные произведения писателя — романы и повести: «Ташыуул» (Тяжелые жернова, 1976), «Твой свет» (1977), «Гуппур Геюуюзню кёпюрю» (Мост горбатого Геуза, 1978), «Яблоки до весны» (1983), «Азатлыкъ» (Воля. 1981), «Адамны ичер суу» (Горькое земное питье, 1984), «Сыйрат кепюр» (Мост Сират, 1993) и др.
Произведения «Алтын Хардар» и «Астах», одни из последних романов писателя, были переведены на русский, турецкий и английский языки.
Пьесы Алима Теппеева поставлены на сцене национального театра республики: «Намыс» (Честь, 1971), «Сени жарыгьынг» (Твой свет, 1976), «Коммунист» (1976), «Къарындашла» (Братья, 1981), «Жолда тюшген таш» (Камень на дороге, 1983), «Азап жол» (Тяжкий путь, 1990), «Артутай» (1996).
Теппеевым переведены на балкарский язык «Горе от ума» А. Грибоедова, «Коварство и любовь» Ф. Шиллера, «Жорж Данден или Одураченный муж» Ж.-Б. Мольера, «Принцесса Турандот» К. Гоцци, «За тех, кто в море» Б. Лавренёва, «Однажды в Чулимске» А. Вампилова, повести Ч. Айтматова «Джамиля» и «Первый учитель», рассказы М. Шолохова, Марко Вовчок, А. Чехова, стихи Т. Шевченко, Ахундова, Махтумкули, А. Кешокова, Б. Куашева и др.
А. Теппеев — автор целого ряда литературоведческих работ. Среди них: «Очерки истории балкарской литературы» (им написано 7 глав (1981), монографии: «Омар Этезов» (1968), «Балкарская проза» (1974), «Кязим Мечиев» (1979), «Кайсын Кулиев» (1995). Теппеевым подготовлено собрание сочинений основоположника балкарской литературы Кязима Мечиева в двух томах.

## Награды и премии
- Народный писатель Кабардино-Балкарской Республики
- Лауреат Государственной премии Кабардино-Балкарской Республики в области литературы (1997, за роман «Мост Сират»)